# Remedy Entertainment
Remedy Entertainment – fińskie przedsiębiorstwo zajmujące się produkcją gier komputerowych, założone w 1995 roku w mieście Espoo w Finlandii.
Remedy Entertainment jest twórcą serii gier Max Payne, bazujących na postaci Maxa Payne’a, zbiegłego policjanta wrobionego w morderstwo i ściganego przez NYPD. Cykl gier przyczynił się do spopularyzowania efektu bullet time w grach komputerowych.

## Wyprodukowane gry
Źródło: Gry-Online
- Death Rally – MS-DOS (1996); Microsoft Windows (2009)
- Max Payne – Microsoft Windows, PlayStation 2, Xbox (2001); Mac OS, Game Boy Advance (2003)
- Max Payne 2: The Fall of Max Payne – Microsoft Windows, PlayStation 2, Xbox (2003)
- Alan Wake – Xbox 360 (2009); Microsoft Windows (2012)
- Death Rally (remake) – iOS (2011); Android, Microsoft Windows (2012)
- Alan Wake’s American Nightmare – Xbox 360, Microsoft Windows (2012)
- Agents of Storm – iOS (2014)
- Quantum Break – Xbox One, Microsoft Windows (2016)[3]
- Control – PlayStation 4, Xbox One, Microsoft Windows (2019)
- Control Ultimate Edition – PlayStation 4, Xbox One, Microsoft Windows, Nintendo Switch (2020), PlayStation 5, Xbox Series X/S (2021)
- Crossfire X – Xbox One, Xbox Series X/S (2022)
- Alan Wake 2 – Microsoft Windows, PlayStation 5, Xbox Series X/S (2023)
- FBC: Firebreak – Microsoft Windows, PlayStation 5, Xbox Series X/S (2025)